# Parco nazionale Braulio Carrillo
Il parco nazionale Braulio Carrillo (in spagnolo "Parque Nacional Braulio Carrillo") è un parco nazionale della Costa Rica situato nell'interno del paese tra le provincie di Heredia e San Josè.

## Geografia
Il parco copre un'area di oltre 50.000 ettari all'interno della Cordigliera Vulcanica Centrale tra i massicci dei vulcani Poás e Irazú e comprende i vulcani Barva e Cacho Negro. Il territorio è prevalentemente montuoso e caratterizzato da fitte foreste e profondi canyon nei quali scorrono numerosi corsi d'acqua.
L'altitudine massima è pari a 2906 m s.l.m. i vetta al vulcano Barva. A causa della sua morfologia molto varia le precipitazioni sono molto diverse all'interno del parco.

## Storia
Il parco è stato istituito nel 1978 e successivamente ampliato nel 1986, nel 1991, nel 1995 fino a raggiungere la sua dimensione di 50.000 ettari nel  2015.
Prende il nome da quello di Braulio Carrillo Colina, capo dello stato della Costa Rica tra il 1837 e il 1842.

## Flora e fauna
Le foreste del parco sono costituite da oltre 6.000 specie di piante, la metà delle specie presenti del paese.
L'avifauna comprende 515 specie tra nidificanti e migratori. Tra di essi spiccano l'avvoltoio reale (Sarcoramphus papa), il campanaro dalle tre caruncole (Procnias tricarunculatus), il Myadestes melanops e il quetzal (Pharomachrus mocinno).
Tra i mammiferi si trovano alcuni primati come l'aluatta dal mantello (Alouatta palliata, il cebo cappuccino (Cebus capucinus) e l'atele di Geoffroy (Ateles geoffroyi). Vi si trovano inoltre il tapiro (Tapirus bairdii), il pecari labiato (Tayassu pecari), il tamandua meridionale (Tamandua tetradactyla). Non mancano alcuni predatori come il puma (Puma concolor), il giaguaro (Panthera onca) e il coyote (Canis latrans).

## Attrezzature
Nel parco funziona una funivia (Teleférico del Bosque Tropical) che permette di visitare silenziosamente la foresta a livello della chioma degli alberi, avendo così la possibilità di osservare la foresta da una prospettiva particolare e di vedere animali indisturbati.